# Marosberkes

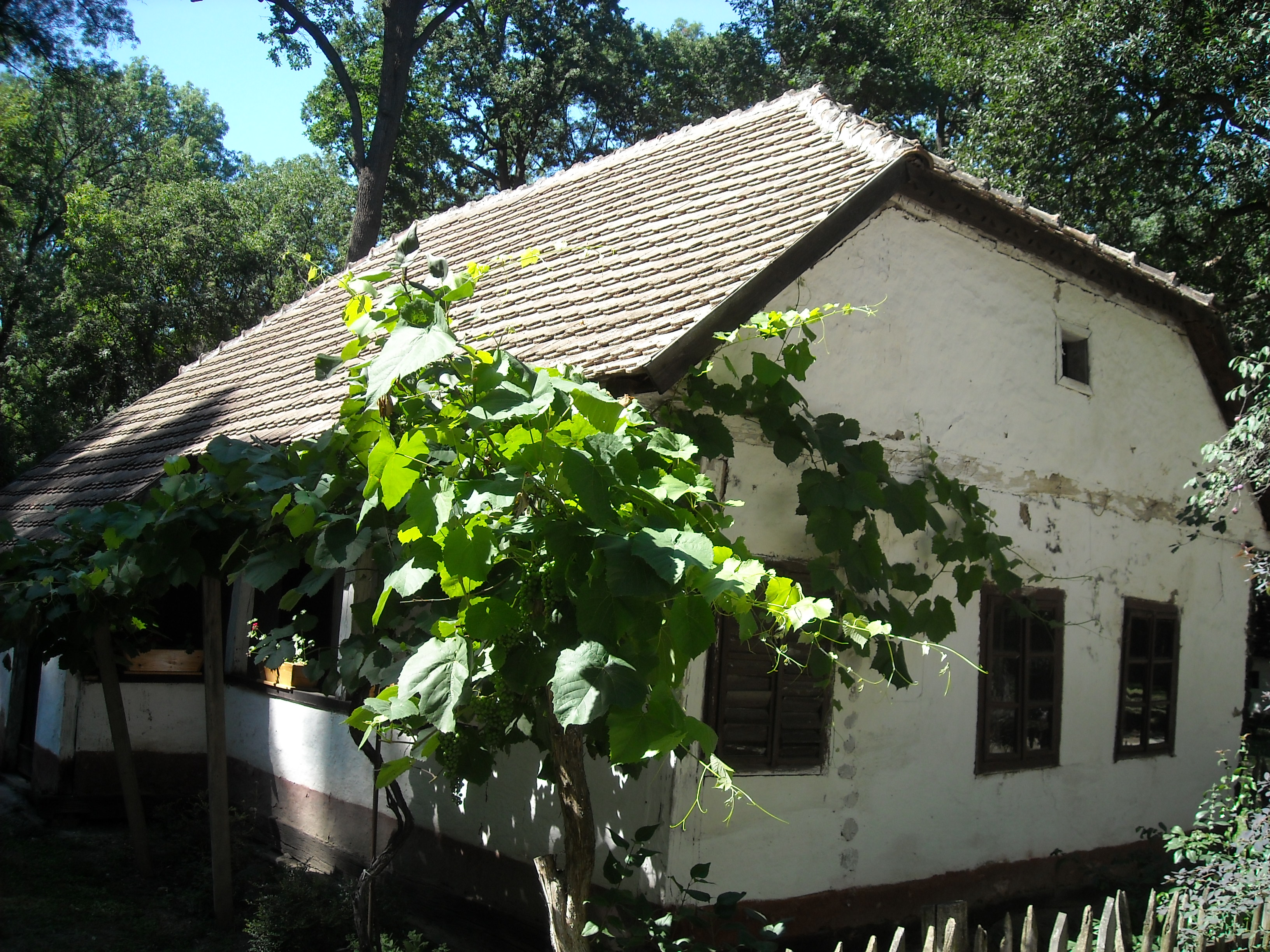
Birkisi fazekas háza a 19. század végéről

Marosberkes, 1910-ig Birkis (románul: Birchiș, a népnyelvben Pirchiș) falu Romániában, a Bánátban, Arad megyében.

## Nevének eredete
1569-ben Piertes, 1717-ben Birtesch, 1734-ben Pirkess alakban jegyezték fel. A Marosberkes nevet a helységnévrendezés idején, a község tiltakozása ellenére állapították meg.

## Fekvése
Aradtól 79, Lippától 45 km-re keletre, a Marostól 4 km-re délre, a Maros síkságán fekszik.

## Népessége
- 1851 előtt 1381 ortodox és 12 római katolikus lakosa volt.[3]
- 1910-ben 1494 lakosából 1418 volt román és 66 magyar anyanyelvű; 1416 ortodox, 42 római katolikus, 15 zsidó és nyolc református vallású.
- 2002-ben 729 lakosából 643 volt román, 81 cigány és négy magyar nemzetiségű; 653 ortodox, 52 pünkösdi, 13 baptista és hat római katolikus vallású.

## Története
1787-ig mai helyétől két kilométerre északra, a Maros mai holtága mellett feküdt, ami akkor a folyó főmedre volt. A gyakori áradások miatt 1787-ben a Zselénszkyek tölgyese helyére költözött. A költözés előtt a tölgyerdőt kivágták, a helység alaprajzát a széles, két kilométer hosszú főutcával és az azt egyenlő közökben metsző hét, egyenként hétszáz méter hosszú mellékutcával mérnök tervezte. Néhány tölgyfát meghagytak, pár öreg tölgy ma is látható a kertekben. A költözéskor vásártartási szabadalmat is kapott. A következő évben, a török betörés hírére lakói elmenekültek, de később visszatértek az új mezővárosba. 1828-ban piacát 47 falu lakossága látogatta. 1851-ben a Zichy család birtoka volt, és Fényes Elek megemlékezett szép gyümölcsöseiről.
A 19. században fazekasközpont volt. A fennmaradt adatok szerint a fazekasok többsége az Ulița cu Șidăl utcában lakott. Belül és a száján barna vagy zöld mázas, vörös agyagedényeket a legelőn ásott gödrök agyagából, mázatlan, tűzállóbb fehér agyagedényeket a Zoldról, Zsupunyestről, Kurtyáról és Kismutnokról hozott agyagból készítettek. A festékekhez a fekete követ Pernyefalváról, a fehéret Krivináról hozták. Termékeiket a helybeli vásárokon árusították, valamint Berzovától Marosillyéig járták velük a Maros völgyét és Battától Bálincig a Maros és a Bega közét.
Krassó, 1880-tól Krassó-Szörény vármegyéhez tartozott. 1896-ban gyógyszertár nyílt benne. 1935. május 25-én itt tartotta egyik első nagyszabású rendezvényét Petru Groza Ekésfront nevű pártja. A környék parasztjai közül ez alkalommal 175-en léptek be a szervezetbe.
Alexandru Mocsonyi kastélya az erdőszélen állt, neogótikus, kétszintes épület volt, két toronnyal. Részeg helybeliek 1918 októberében felgyújtották és nem is épült újjá többé.

## Híres emberek
- Itt halt meg 1909-ben Alexandru Mocsonyi politikus.